# Axe historique

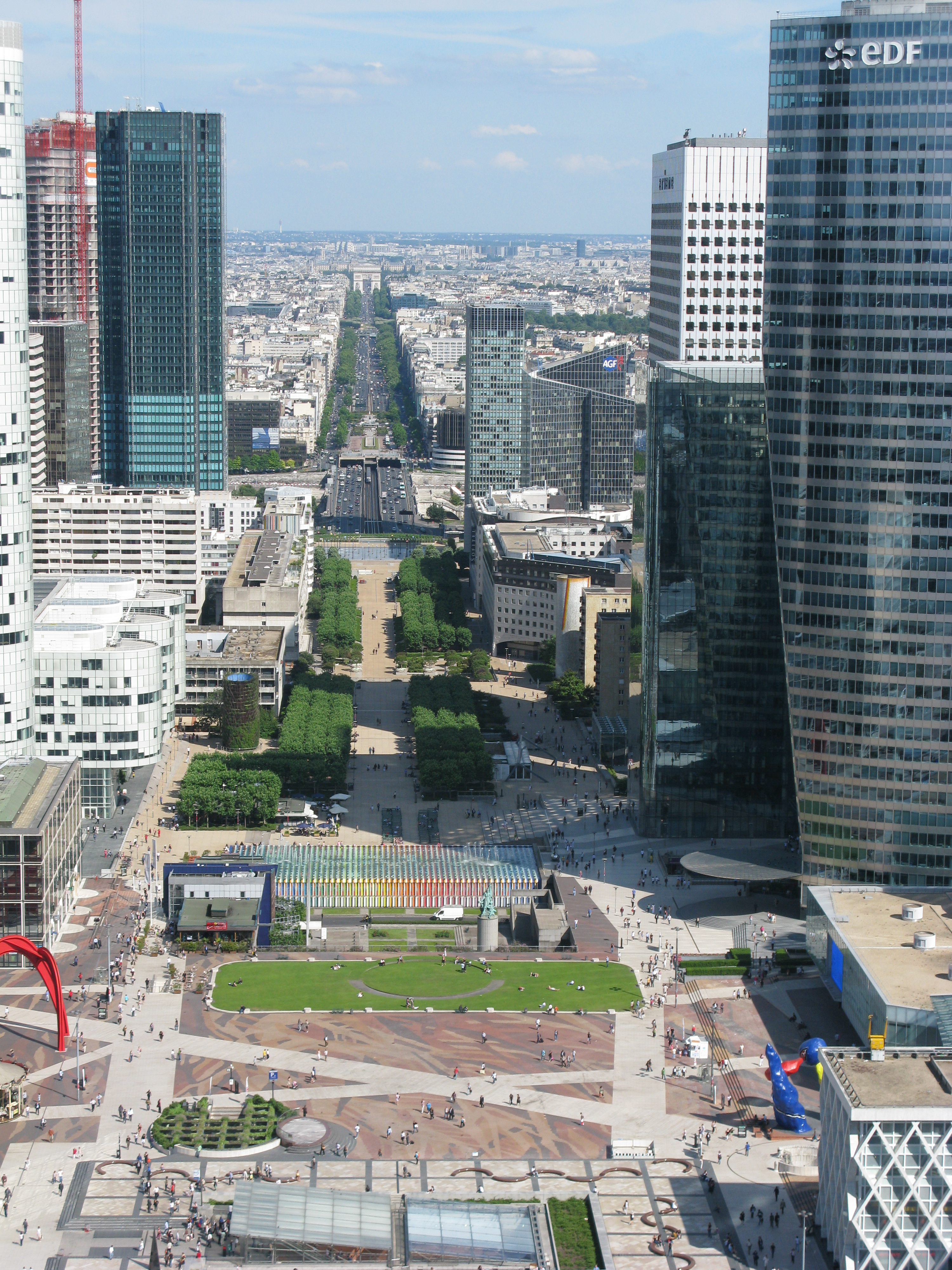
Axe historique de Paris

De Axe historique ("Historische as") is een historische zichtas die vanuit het centrum van de Franse hoofdstad Parijs naar het westen loopt. Op en nabij de as liggen diverse monumenten, gebouwen en doorgangen.

## Geschiedenis
Het ontstaan van de Axe historique gaat terug tot 1553, toen Catharina de' Medici vanaf het Tuilerieënpaleis tot buiten de stadsmuren van Parijs de tuinen van de Tuilerieën liet aanleggen. In 1664 werden deze tuinen in opdracht van Jean-Baptiste Colbert door de bekende tuinarchitect André le Nôtre verfraaid met onder meer een brede laan en geometrische bloemperken.
De as kreeg in 1616 verder vorm met de aanleg van de Champs-Élysées in opdracht van Maria de' Medici. Begin negentiende eeuw kreeg deze een monumentale afsluiting in de vorm van de Arc de Triomphe de l'Étoile. Later in de negentiende eeuw werd de as ten westen van de Champs-Élysées verlengd met de Avenue de la Grande Armée, die doorliep tot aan de Porte Maillot. Door het opblazen van het Tuilerieënpaleis door de communards in 1871 – en de definitieve sloop in 1883 – werd de as iets in oostelijke richting verlengd, tot aan het Louvre.
De Axe Historique werd in de twintigste eeuw in westelijke richting verlengd tot buiten Parijs. Het eindpunt ligt nu bij de Grande Arche (1989) in de zakenwijk La Défense.

## Beschrijving
De piramide (een van de ingangen tot het Louvre) past precies onder de Arc de Triomphe du Carrousel, deze past weer onder de Arc de Triomphe, en deze op zijn beurt past precies onder La Grande Arche. Dit wordt geïllustreerd door een laserbundel die vanaf de Grande Arche de punt van de piramide in het Louvre raakt en daarbij precies onder de Arc de Triomphe en de Arc du Carrousel gaat.

### Monumenten op de Axe historique
- Louvre, met de Pyramide du Louvre
- Arc de Triomphe du Carrousel
- Obelisk van Luxor
- Arc de Triomphe (de l'Étoile)
- Grande Arche

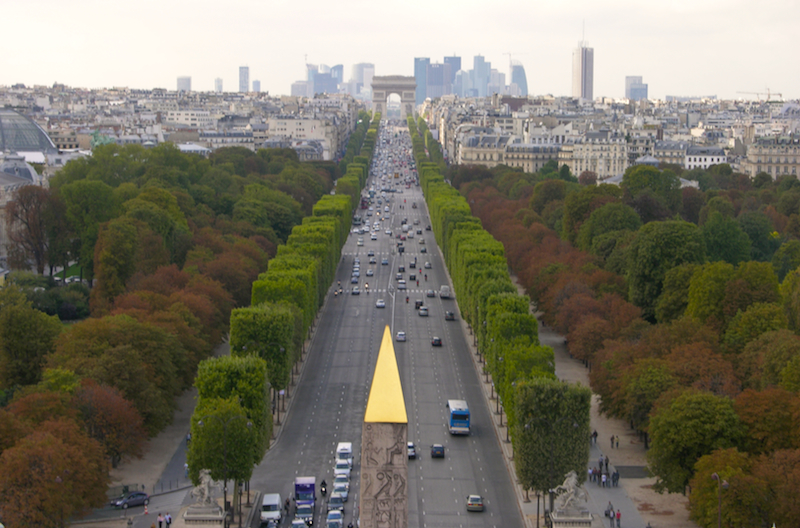
De Axe historique in westelijke richting vanaf de Place de la Concorde.
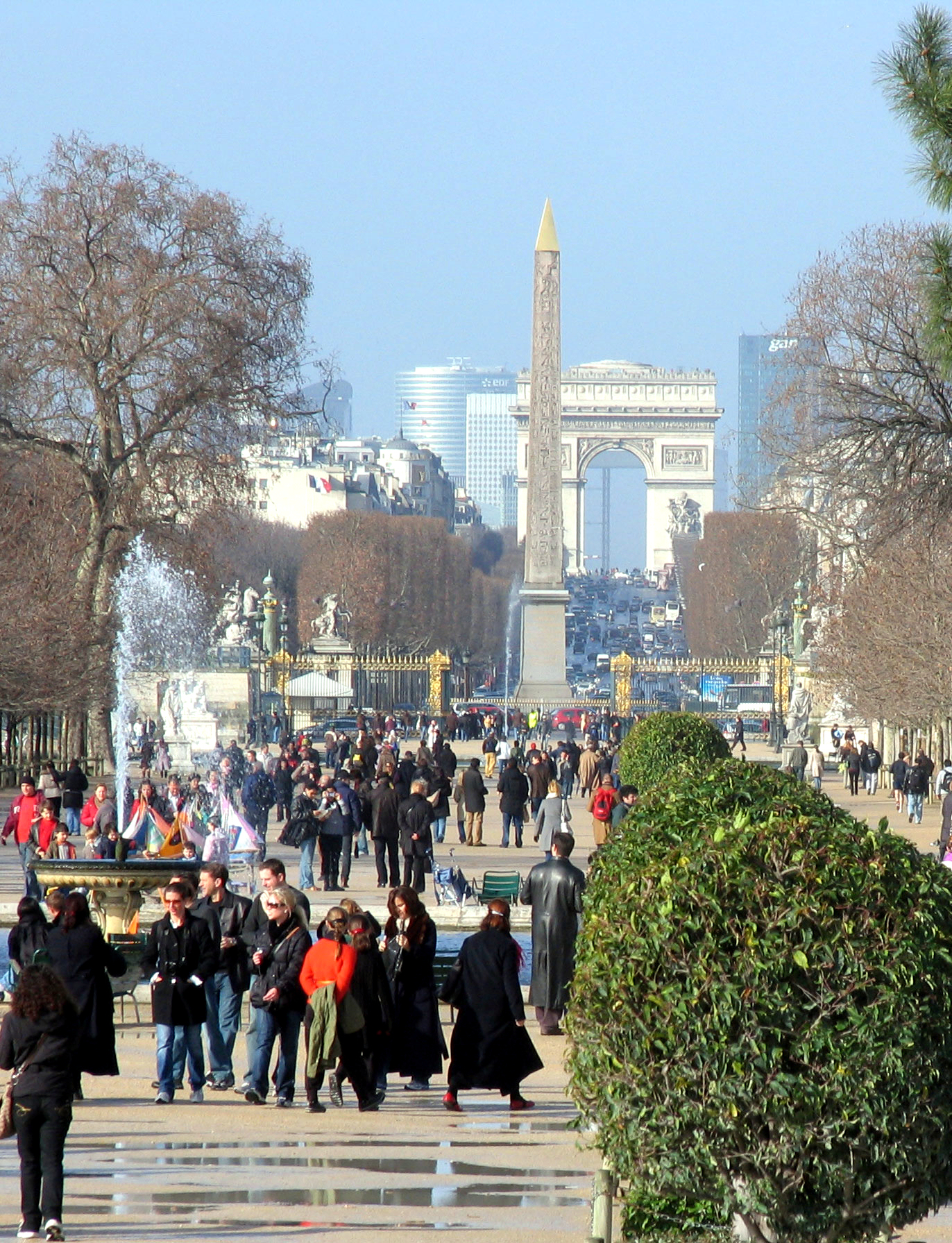
De Axe historique gezien vanuit de tuinen van de Tuilerieën.
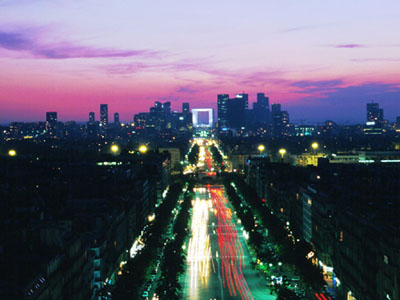
De Grande Arche bezien van de Arc de Triomphe.
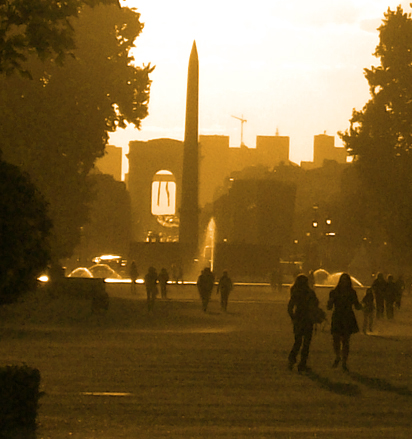
Blik op de Arc de Triomphe vanuit de tuinen van de Tuilerieën.
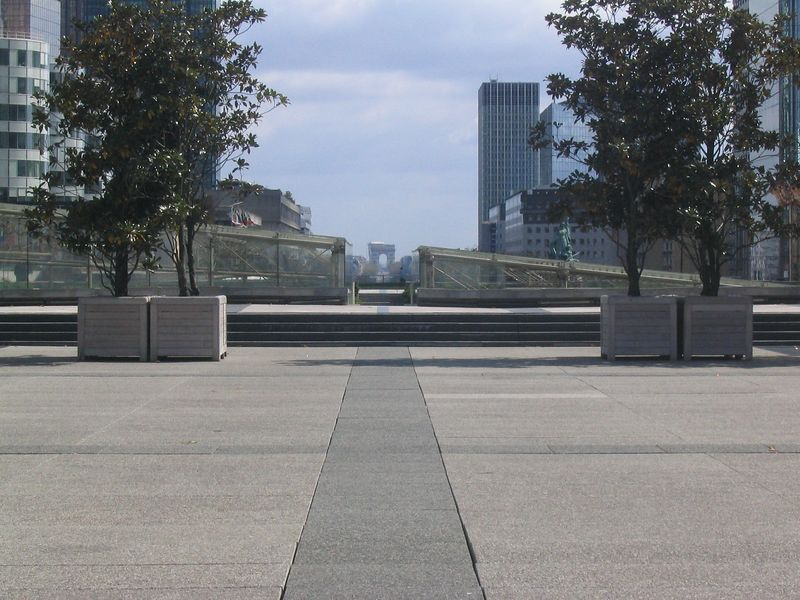
De Arc de Triomphe vanaf La Défense, 5 km verderop.

## Tweede as
Aan de oostkant van Parijs, min of meer in het verlengde van de Axe historique, ligt een soortgelijke zichtas, hoewel niet helemaal perfect vanwege enkele flauwe bochten. Deze loopt vanaf de Place de la Concorde via de lange Rue de Rivoli en de Rue Saint-Antoine naar de Place de la Bastille, van daaruit via de Rue du Faubourg-Saint-Antoine naar de Place de la Nation, en ten slotte via de Avenue du Trône en de Cours de Vincennes naar de Porte de Vincennes.